# Mirko Ivančić
Mirko Ivančić (Split, 5. lipnja 1960.), hrvatski veslački olimpijac

## Životopis
Kao Gusarov član 1984. godine prije olimpijskih natjecanja bio je veslač u dvojcu s Zlatkom Celentom a kormilar im je bio Dario Vidošević. Na istom prvenstvu dio Gusareva osmerca koji je osvojio naslov prvaka države: Mirko Ivančić, Zlatko Celent, Duško Mrduljaš, Dragomir Ivandić, Ivica Amižić, Davor Siriščević, Boris Rušinović, Zoran Sučić, kormilar Dario Vidošević. Nastupio je iste godine u dvojcu s kormilarom na Olimpijskim igrama u Los Angelesu 1984. godine. Osvojio broncu na Mediteranskim igrama 1979. u dvojcu bez kormilara.

## Vanjske poveznice
- Olympmedia Mirko Ivančić